# Sector salud
El sector salud o la sanidad es el conjunto de bienes y servicios encaminados a preservar y proteger la salud de las personas.

## Subsectores de la producción
El sector salud pertenece tanto al sector primario, secundario y terciario o de servicios.

### Sector primario
A través de la medicina alternativa, las personas utilizan remedios tradicionales o no industriales En la agricultura, las personas utilizan algunas plantas medicinales extraídas directamente de la naturaleza. Así como la hoja de coca, la cual es utilizada en las culturas andinas como un analgésico.

### Sector secundario
Gran parte de las plantas medicinales requieren ciertas transformaciones de alimentos o de materias primas, pero sin necesidad de pasar por procesos industriales. Por ejemplo, en la decocción se cuecen tanto plantas como animales con fines medicinales. Las infusiones son otro tipo de bebidas obtenidas de hojas secas, así como el té. Una infusión muy usada en el turismo andino de altura es el mate de coca, el cual es utilizado para curar el soroche o mal de montaña.
En la industria farmacéutica, las personas consumen medicamentos para el tratamiento o prevención de enfermedades. Esta industria también abarca la producción de pastillas, cápsulas, soluciones para inyección, óvulos y supositorios; todos bienes económicos que reportan niveles de lucro económico altos. En esta industria también intervienen las plantas medicinales para la preparación de otras formas galénicas como comprimidos, cremas, ungüentos, elixires y jarabes.

### Sector terciario o de servicios
En la industria del cuidado de la salud, a través de las empresas de servicios de salud (hospitales, clínicas, centros de salud, laboratorios clínicos, etc.) y a través de su personal administrativo y de salud, el sector salud produce servicios para satisfacer las necesidades de prevención, diagnóstico, tratamiento y recuperación de las personas. Estos, al ser clientes de las empresas de salud (pacientes), además de tener, en su calidad de personas, derechos humanos incluyendo a la salud, también tienen, en su calidad de clientes, derechos de consumidor que exigen calidad tanto en la atención médica como en la administrativa. En este sector, profesionales de salud como médicos y farmacéuticos prestan los servicios de prescripción médica y específicamente la prescripción de fármacos. Esta última, inclusive, en la salud mental. Es a través de este servicio que la industria farmacéutica puede funcionar. En este sector, también se encuentran las compañías de seguros, las entidades prestadoras de salud y la seguridad social, las cuales satisfacen la necesidad de tranquilidad ante los riesgos en la salud del paciente/cliente.

## Subsectores público y privado
Dependiendo de la propiedad de los servicios, existen dos tipos de sanidad: sanidad pública y sanidad privada. La primera denominada así si es que los bienes y servicios públicos de salud los da el Estado; y la segunda, si es que los bienes y servicios son por iniciativa privada.
- Sanidad pública: Los servicios sanitarios dependen de los respectivos gobiernos. La sanidad pública es la encargada de desarrollar las políticas de salud.
- Sanidad privada: Los servicios sanitarios dependen de empresas privadas, normalmente aseguradoras. En España, en 2024, había un gran descontento entre los médicos por el trato económico recibido de las aseguradoras.[2]

### Sistema sanitario mixto
Todos los países cuentan con una sanidad pública, dependiendo de los derechos de la ciudadanía